# Religia w województwie kujawsko-pomorskim
Religia w województwie kujawsko-pomorskim – artykuł zawiera listę kościołów i związków wyznaniowych działających na terenie województwa kujawsko-pomorskiego.

## Kościół rzymskokatolicki

### Obrządek łaciński
Metropolia gdańska

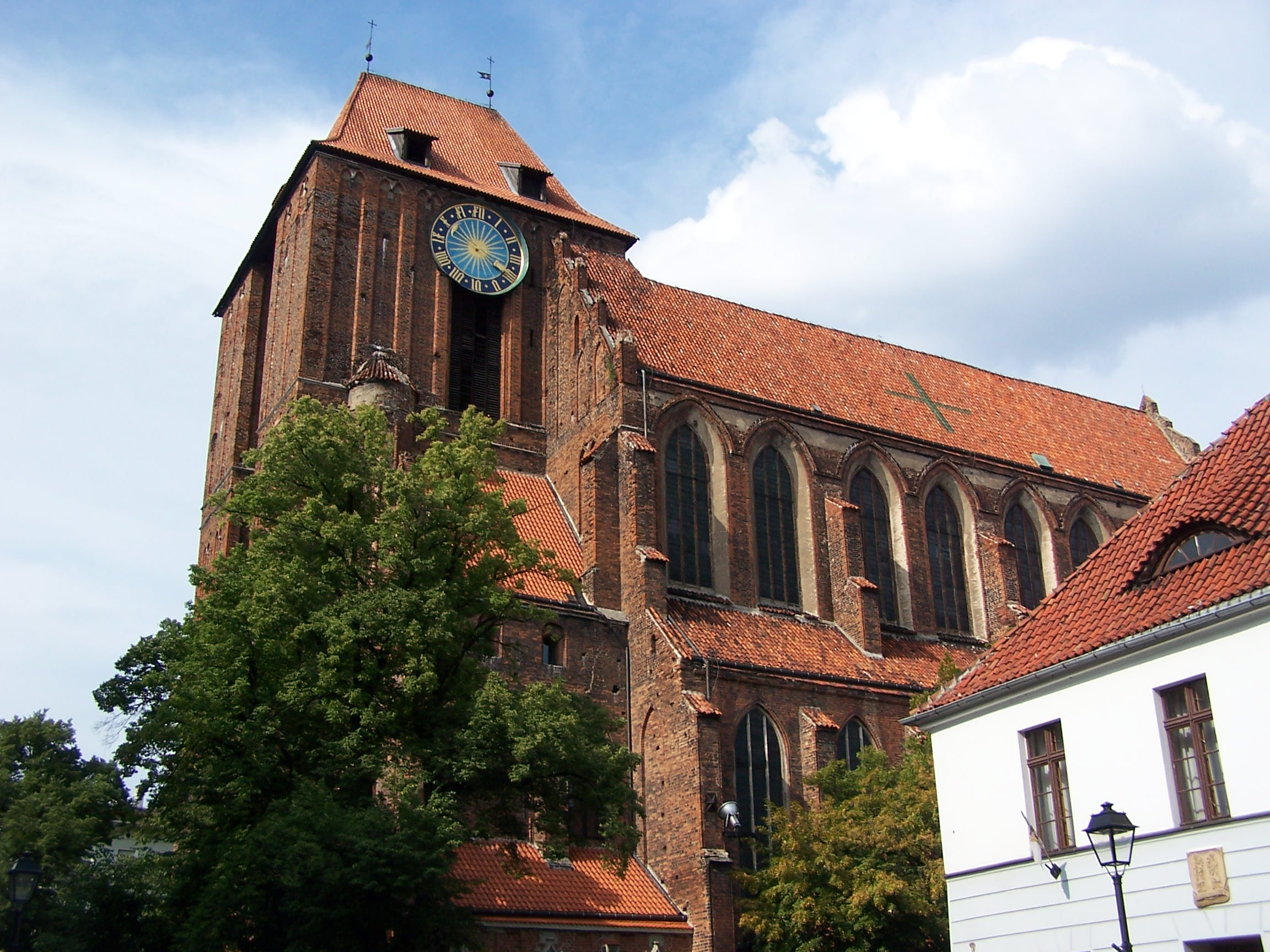
Bazylika katedralna św. Jana Chrzciciela i św. Jana Ewangelisty w Toruniu

- Diecezja pelplińska (część) – dekanaty: Czersk (część); Jeżewo; Kamień Krajeński (część); Koronowo; Nowe nad Wisłą (część); Rytel (część); Świecie nad Wisłą; Tuchola
- Diecezja toruńska (część) – dekanaty: Bierzgłowo; Brodnica; Chełmno; Chełmża; Golub; Górzno; Grudziądz I; Grudziądz II; Jabłonowo Pomorskie; Kowalewo Pomorskie; Łasin; Radzyń Chełmiński; Toruń I; Toruń II; Toruń III; Toruń IV; Unisław Pomorski; Wąbrzeźno

Metropolia gnieźnieńska
- Archidiecezja gnieźnieńska (część) – dekanaty: barciński; damasławski (część); gniewkowski; inowrocławski I; inowrocławski II; kruszwicki; mogileński; rogowski; strzeliński; trzemeszeński (część); złotnicki; żniński
- Diecezja bydgoska (część) – dekanaty: Białe Błota; Bydgoszcz I; Bydgoszcz II; Bydgoszcz III; Bydgoszcz IV; Bydgoszcz V; Bydgoszcz VI; Kcynia (część); Łabiszyn; Mrocza; Nakło; Osielsko; Sępólno Krajeńskie; Szubin
- Diecezja włocławska (część) – dekanaty: aleksandrowski; bądkowski; brzeski; chodecki (część); czernikowski; izbicki (część); kowalski (część); lipnowski; lubicki; lubraniecki; nieszawski; piotrkowski (część); radziejowski; szpetalski; włocławski I; włocławski II

Metropolia warszawska
- Diecezja płocka (część) – dekanaty: dobrzyński nad Drwęcą; dobrzyński nad Wisłą (część); rypiński; tłuchowski (część)

### Obrządek bizantyjsko-ukraiński
- Archieparchia przemysko-warszawska
  - Dekanat elbląski – parafia: Toruń

## Starokatolicyzm

### Kościół Polskokatolicki
- Diecezja warszawska
  - Dekanat pomorsko-warmiński (część) – parafie: Bydgoszcz; Toruń; Grudziądz[1]

### Kościół Starokatolicki Mariawitów
- Diecezja śląsko-łódzka
  - diaspora podlegająca pod parafię w Nowej Sobótce.

## Prawosławie

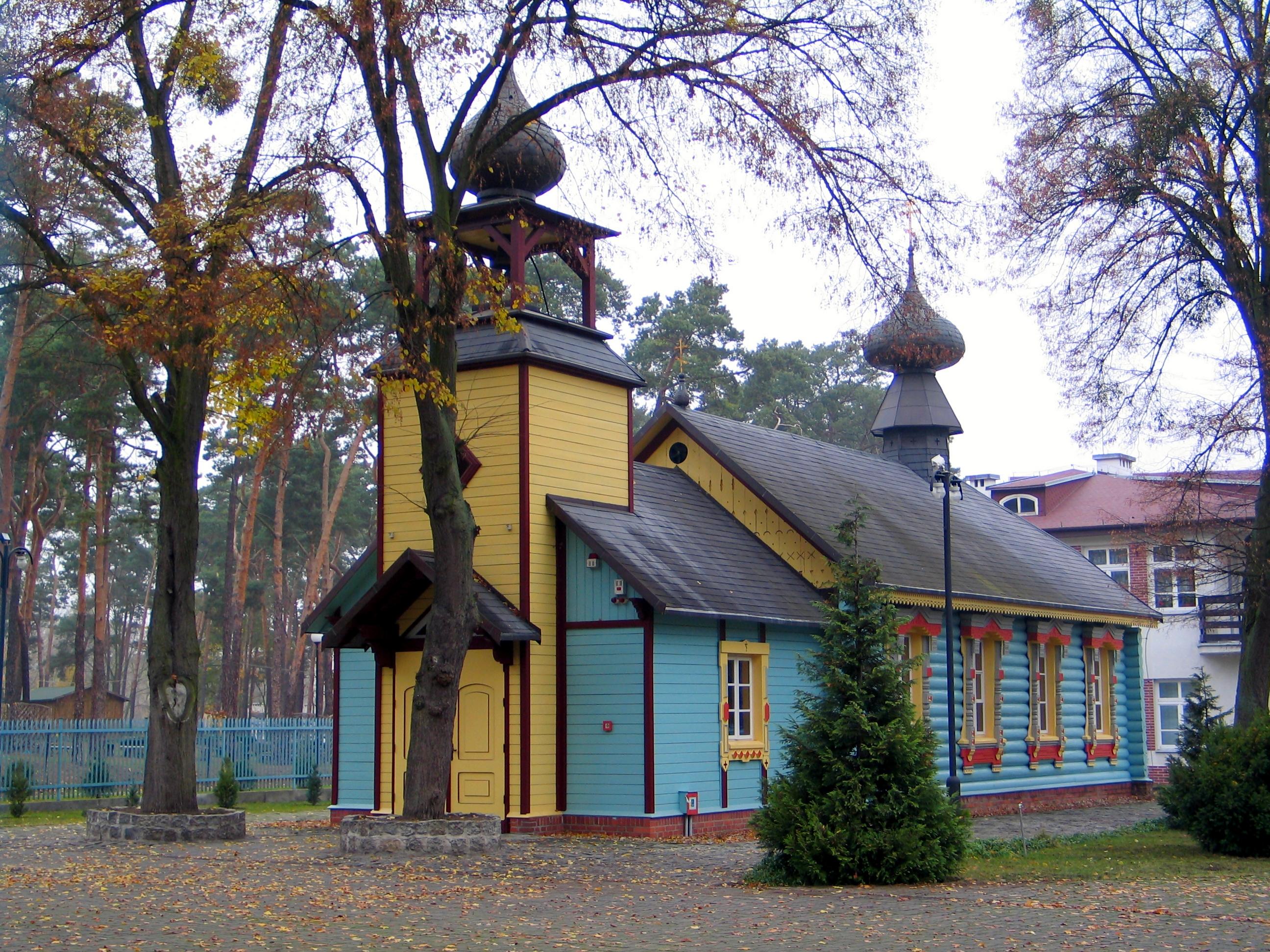
Prawosławna cerkiew polowa pw. św. Michała Archanioła w Ciechocinku

### Polski Autokefaliczny Kościół Prawosławny
- Diecezja łódzko-poznańska
  - Dekanat kujawsko-pomorski – parafie: Bydgoszcz; Grudziądz[2]; Toruń (filia – Aleksandrów Kujawski); Włocławek[3]
- Prawosławny Ordynariat Wojska Polskiego – parafia: Ciechocinek[4]

## Protestantyzm

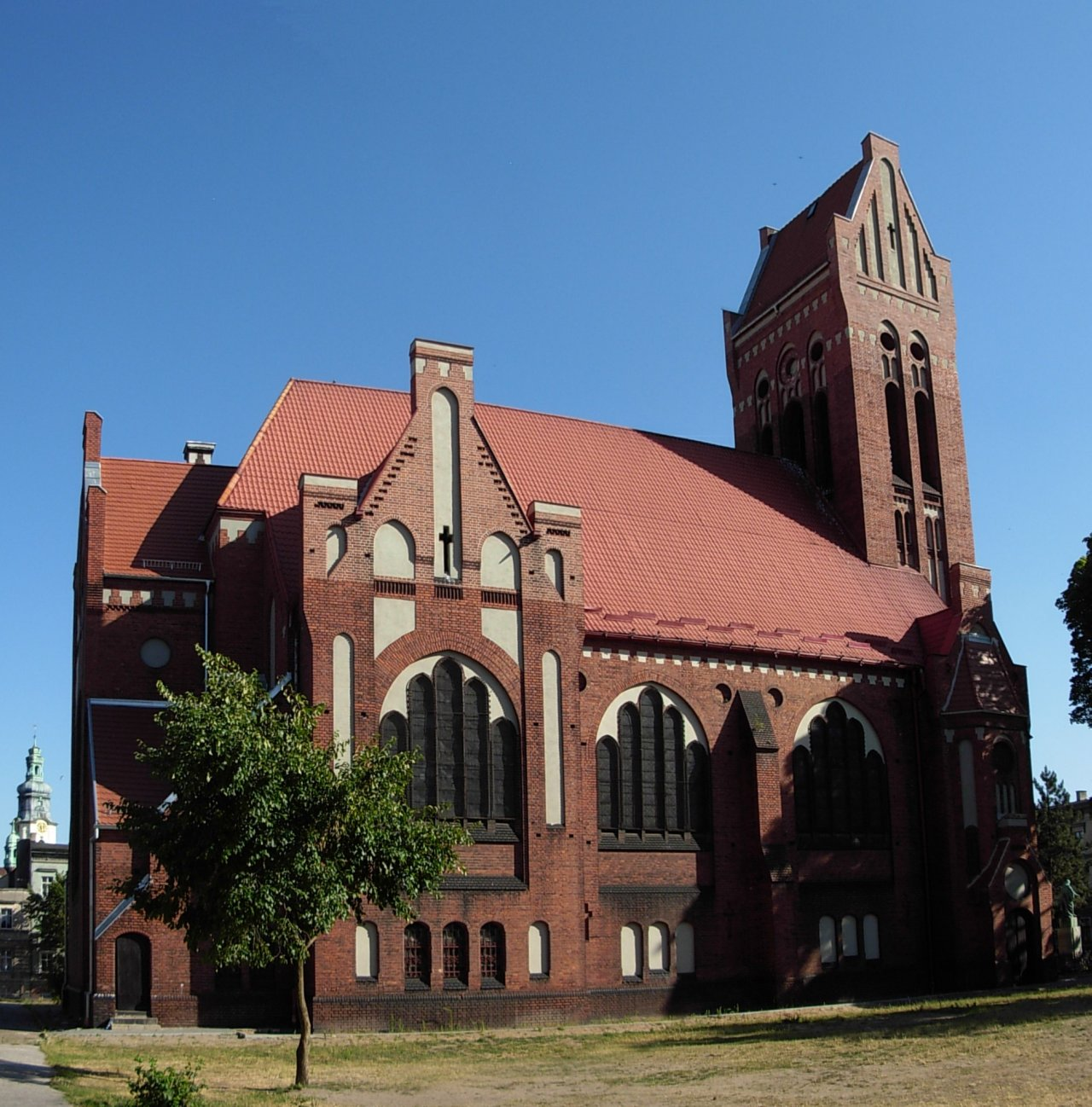
Kościół ewangelicko-augsburski Chrystusa Zbawiciela w Bydgoszczy

### Luteranizm
- Kościół Ewangelicko-Augsburski
  - Diecezja pomorsko-wielkopolska (część) – parafie: Bydgoszcz (filiał – Sępólno Krajeńskie); Grudziądz; Lipno; Rypin; Toruń; Włocławek

### Metodyzm
- Kościół Ewangelicko-Metodystyczny
  - Okręg Zachodni (część) – parafie: Bydgoszcz; Grudziądz; Inowrocław[5]

### Baptyzm
- Kościół Chrześcijan Baptystów
  - Okręg Gdański (część) – zbory: Bydgoszcz (2); Toruń[6]

### Ruch Zielonoświątkowy
- Kościół Zielonoświątkowy
  - Okręg pomorski (część) - zbory: Aleksandrów Kujawski; Bydgoszcz (2); Chełmno; Grudziądz; Inowrocław; Rypin; Świecie; Toruń; Włocławek[7]
- Kościół Boży w Chrystusie – zbory: Aleksandrów Kujawski; Bydgoszcz[8]
- Kościół „Chrystus dla wszystkich” – zbór: Toruń

### Kościoły Chrystusowe (Campbellici)
- Kościół Chrystusowy – zbór: Grudziądz

### Ewangeliczni Chrześcijanie
- Kościół Ewangeliczny – zbory: Bydgoszcz (placówka – Janikowo), Inowrocław, Solec Kujawski, Toruń, Włocławek, Żnin[9]

### Adwentyzm
- Kościół Adwentystów Dnia Siódmego – zbory: Bydgoszcz; Chełmno; Grudziądz; Inowrocław; Toruń; Włocławek
- Kościół Chrześcijan Dnia Sobotniego – zbory: Bydgoszcz; Wąbrzeźno[10]
- Zbory Boże Chrześcijan Dnia Siódmego – zbór: Bydgoszcz[11]

### Inne
- Religijne Towarzystwo Przyjaciół (Kwakrzy) – grupa: Toruń[12]

## Restoracjonizm
- Świadkowie Jehowy – 6616[13] głosicieli należących do 63 zborów (w tym: zboru i grupy języka migowego, dwóch zborów rosyjskojęzycznych, dwóch zborów ukraińskojęzycznych, grupy angielskojęzycznej)[14]
  - Zbory: Aleksandrów Kujawski, Barcin, Białe Błota, Brodnica (2), Brzoza, Bydgoszcz (14), Chełmno, Chełmża, Cichocinek, Czernikowo, Golub Dobrzyń, Grudziądz (4), Inowrocław (3), Izbica Kujawska, Jabłonowo Pomorskie, Koronowo, Kruszwica, Lipno, Nakło (2), Nowe n/Wisłą, Osie, Radziejów, Rypin, Sępólno Krajeńskie, Świecie (2), Szpetal Górny, Szubin, Toruń (9), Tuchola, Wąbrzeźno, Włocławek (4), Żnin.
  - Kongresy regionalne organizowane są w Arena Toruń.
- Stowarzyszenie Badaczy Pisma Świętego – zbór Bydgoszcz
- Świecki Ruch Misyjny „Epifania” – zbory: Bydgoszcz; Goczałki; Grudziądz; Janowo[15]
- Zrzeszenie Wolnych Badaczy Pisma Świętego – zbór: Gdańsk
- Kościół Jezusa Chrystusa Świętych w Dniach Ostatnich – zbór: Bydgoszcz

## Islam
- Muzułmański Związek Religijny – gmina: Bydgoszcz[16]
- Zachodni Zakon Sufi w Polsce – gmina: Toruń

## Buddyzm
- Buddyjski Związek Diamentowej Drogi Linii Karma Kagyu – ośrodki: Bydgoszcz; Toruń[17]